# Ayliva
Ayliva, de son vrai nom Elif Akar, née le 4 avril 1998 à Recklinghausen en Allemagne, est une chanteuse allemande.

## Biographie

### Carrière

#### Débuts et jeunesse
De parents turcs, Ayliva grandit à Recklinghausen. Elle a une sœur aînée et un frère cadet. Intéressée par la musique depuis sa plus tendre enfance, elle commence à composer ses premiers morceaux à dix ans. Elle apprend la guitare, le clavier et le violon. Comme inspirations musicales, elle vous nomme notamment Sabrina Claudio, J. Cole, Beyoncé et Summer Walker. Elle étudie d'abord la psychologie et la germanistique à l'université de Bochum et plus tard le travail social.

#### Premiers Succès (2020)
En octobre 2020, elle publie un chant sur Instagram intitulée Deine Heimfahrt. Quelques jours plus tard elle présente Plastik. La chanson est produite par Lukas Piano, qui travaille également avec des rappeurs comme Samra. En décembre 2020, son premier extrait audio de Deine Schuld paraît sur Instagram et TikTok. À la suite, elle publie d'autres vidéos de chant sur cette dernière plateforme, dont une chanson dans laquelle elle critique les médias et la politique.

#### Signature chez Warner Music Group
En mars 2021, Ayliva sort son premier single, Dein Schuld, chez Whiteheart Records, une filiale de Warner Music Group. La chanson parle de relations toxiques. Le clip vidéo commence par un mémo vocal dans lequel son ex-petit ami présumé la menace et veut empêcher la sortie de sa chanson. Elle avait précédemment publié cet extrait sur la plateforme TikTok, qui y est devenu viral, a attiré beaucoup d'attention et a conduit de nombreuses autres femmes à utiliser des photos et des vidéos pour rapporter des expériences de violence avec leurs ex-partenaires. Selon ses déclarations, elle est basée sur un vrai mémo vocal (réinterprété par un comédien) et la chanson sur de vraies expériences avec son ex-petit ami. Les protagonistes du clip vidéo sont interprétés par les YouTubers Sara & Dolunay. La chanson est seizième des ventes en Allemagne.
Son deuxième single Wenn ich wein sort en juin 2021 et atteint la 31e place en Allemagne. En novembre de la même année, une nouvelle interprétation de la chanson intitulée When I cry sort avec la chanteur canadien Ali Gatie, sur laquelle elle contribue également une partie supplémentaire en anglais. Elle obtient son troisième single dans les meilleures ventes allemandes avec Schmetterlinge. Le refrain de la chanson est en arabe, tandis que les couplets sont en allemand.

#### Tournée (2022)
En juin 2022, elle se produit en première partie de la tournée mondiale d'Alicia Keys dans les stades allemands de Berlin et de Mannheim devant plus de 15 000 spectateurs chacun. Avec son groupe, elle joue un set de 30 minutes de ses chansons.

#### Album:Weißes Herz(2022)
Après avoir sorti divers singles avec des rappeurs et chanteurs germanophones, elle sort son premier album studio Weißes Herz en juillet 2022, qui a atteint la sixième place des ventes allemandes. En janvier 2023, son duo avec Mero Sie weiß est numéro un en Allemagne et en Autriche.

## Discographie

### Album studio
- 2023 : Schwarzes Herz
- 2024 : In Liebe